# Kurt Feltz
Kurt Feltz (Krefeld, 14 april 1910 – Pollença, 2 augustus 1982) was een Duitse muziekproducent en tekstschrijver.

## Jeugd en opleiding
Kurt Feltz trok na zijn eindexamen naar Keulen en werkte vanaf 1932 nog tijdens zijn germanistiek-studie bij Ernst Bertram voor de WERAG in Keulen.

## De jaren 1930 en 1940
Zijn eerste succesvolle nummer werd de met de Keulse stemmingsliedjes-componist Jupp Schmitz geschreven tango Gib acht, auf Dein Herz, Margarethe (1934) met Rudi Schuricke en coverversies van Die Vier Belcantos (met het orkest Adalbert Lutter) en een parodie van de Vier Botze. Voor de operette Die oder keine schreef hij het drinklied Heute Abend kommt Charly zu mir (1939), gezongen door Friedel Schuster. In hetzelfde jaar schreef hij het libretto voor de operette Saison in Salzburg, waarvan de première was op 31 december 1938. Tot belangrijke schlagers hieruit ontwikkelden zich Salzburger Nockerln/Und die Musik spielt dazu en Wenn der Toni mit der Vroni met teksten van Feltz.
De Chileense diva Rosita Serrano bezong sinds 1938 platen in Duitsland, zoals … und die Musik spielt dazu. In 1940 zong ze vier verdere nummers, zoals Guter Mann im Mond, Heut Abend kommt Charly zu mir (B-kant), Vier Mädchen auf einer Bank en Wenn der Toni mit der Vroni. Parallel componeerde Feltz steeds weer operettes, zoals Perle von Tokay (1940), samen met Fred Raymond. De operette-werkzaamheden waren een deel van zijn carrière, echter niet bedoeld als ontkenning van schlagerteksten. Het operettepodium diende vroeger de schlager als bevoorrechte startplaats.
De films Falstaff in Wien (1940 in de bioscoop), Das himmelblaue Abendkleid (januari 1941) met het libretto Wenn der Wein, wenn die Liebe wenn der Walzer nicht wär (Elfie Mayerhofer) en … und die Musik spielt dazu (juni 1943) met de libretto Saison in Salzburg (Feltz/Raymond/Wallner) dateren uit de oorlog, waarin Feltz leerfilms draaide voor soldaten, zoals Männer gegen Panzer. De schlager Es geht alles vorüber, es geht alles vorbei ontstond in mei 1942 voor Lale Andersen.
Na de Tweede Wereldoorlog aanvaardde Feltz aanvankelijk amusementsprogramma's (Mit Musik geht alles besser) bij de Münchener Rundfunk, tegenwoordig Bayerischer Rundfunk. In 1948 keerde hij terug naar Keulen om bij de NWDR de functie van leider van de hoofdafdeling Musikalische Unterhaltung over te nemen. Daar startte hij onder andere het muziekprogramma Der Blaue Montag met Peter Frankenfeld. Voor de radio bewerkte en regisseerde hij sindsdien een reeks van operettes, samen met Franz Marszalek als dirigent. Hij heeft zes eigen operettes geschreven. Feltz schreef de tekst voor Der Theodor im Fußballtor, dat oorspronkelijk van Margot Hielscher stamde, echter door de bioscooppremière van de gelijknamige film van augustus 1950 door Theo Lingen bekend werd. Gerhard Wendland aanvaardde intussen Ich bild' mir ein, Du würdest mein (1949). Ernie Bieler & the Standard Jazz-Band aanvaardde in hetzelfde jaar Am Zuckerhut.

## Misbruik
Reeds na een korte periode bij de NWDR werd openlijk kritiek geuit op het afspelen van zijn eigen schlagercomposities, waarmee hij zich schuldig zou maken aan belangenverstrengeling. Het airplay verlangde niet alleen de omzet van de platenverkoop van zijn composities, maar brachten hem ook tantième op door platenverkoopcijfers en radio-opvoeringen. Zelfs zijn vriend Ralph Maria Siegel voerde in december 1949 een perscampagne tegen dit misbruik. De zender reageerde en stelde een maximum in van 30 nummers per maand.

## De jaren 1950
In december 1950 legde hij zijn functie neer bij de NWDR, maar bleef aan de zender verbonden als vrije medewerker. Zijn teksten schreef hij vaak onder het pseudoniem André Hoff, maar hij gebruikte meerdere synoniemen.
Alleen al voor René Carol schreef hij 77 nummers, waaronder Maria aus Bahia (april 1949), Rote Rosen, rote Lippen, roter Wein (juni 1952), Warum denk ich nur an dich (juni 1952), Stern meiner Liebe / Am Strande von Havanna steht ein Mädchen (oktober 1952), Verlieb dich noch heut (oktober 1952), Nina (april 1953), Laß mich heut' mit meiner Liebe nicht allein (juni 1953), Jede Nacht klingt in Abbazia (maart 1954), Wenn ich im Tagebuch der Liebe (april 1954), Sonne über der Adria (juni 1954), Sieben Nächte bleibt der José in Santa Fe (december 1956), Meine Heimat ist die Liebe (juli 1957), Mitten im Meer (juni 1960), Prinzessin Sonnenschein (april 1963), Kein Land kan schöner sein (december 1959), Wo meine Sterne stehn (maart 1965). Bijna altijd maakte Feltz gebruik van het Keulse dans- en amusementsorkest van Adalbert Luczkowski.
Fred Weyrich met het orkest van Kurt Henkels brachten de Duitse versie uit van Mona Lisa, waarvoor Feltz de tekst schreef. Peter Alexander en Leila Negra zongen Die süßesten Früchte fressen nur die Großen Tiere (juli 1952), gecomponeerd door Vittorio Mascheroni, gepubliceerd in november 1953. Willy Schneider zong Man müsste noch mal Zwanzig sein (1953), waarmee bewust een sentiment van de oudere generatie direct na de oorlog werd aangesproken. Het Sunshine Kwartet zong Wir, wir wir haben ein Klavier (december 1953, Jupp Schmitz, Feltz). Het reeds door Schmitz gecomponeerde succesnummer Wer soll das bezahlen (1949) kreeg nogmaals populariteit door de in december 1954 gepubliceerde film Gefährlicher Urlaub.
Voor Vico Torriani ontstonden 27 nummers, waaronder Ganz leis' erklingt Musik (1948), Am Strand von Havanna steht ein Mädchen / Isabella (Andalusische Märchen) (december 1952), Als einst Casanova durch Venedig ging / Bella Bella Donna (april 1954), en Wenn der Hein in Rio ist (december 1949). Bully Buhlan had 8 nummers, waaronder Ein Musikus, ein Musikus weiß immer was er spielen muss (maart 1952) en Der Wasserman (september 1952). Margot Eskens kreeg van Feltz 45 nummers, waaronder Der Student von Paris (februari 1955), Cindy, Oh Cindy (november 1956), Bombalu (december 1956), Calypso Italiano #9 (juni 1957), Auf ein Wiedersehn! (november 1957) en Alle schönen Frauen (januari 1958).
De samenwerking met Peter Alexander begon reeds, toen deze nog onder contract stond bij het Oostenrijkse label Austroton/Elite. Feltz schreef in 1952 Es war in Napoli vor vielen, vielen Jahren, Die süßesten Früchte fressen nur die großen Tiere (B-kant van Isabella) en Mein großer Bruder. Toen Peter Alexander in juli 1953 in het Deutsches Theater in München met La bella musica de tweede plaats van een schlagerconcours won, kreeg deze een contractaanbieding van Polydor en verliet het Austroton-dochterlabel Elite. Feltz begeleidde zijn carrière met ten minste 74 songs, waarvoor hij de teksten schreef. In juni 1954 belastte Feltz zich met het productiewerk voor Alexander en ontstond op dezelfde dag het nummer Es war in Napoli vor vielen, vielen Jahren / Die schönen Frauen haben immer Recht. Het volgende door Feltz geschreven nummer Der Mond hält seine Wacht (1955) veroverde voor vijf weken de eerste plaats van de Duitse hitparade. Na enkele minder succesvolle hits van andere componisten schreef Feltz met zijn vriend Heinz Gietz de volgende tophit Ich weiß was dir fehlt (december 1956), gevolgd door Ein bißchen mehr (augustus 1957, 5e plaats) en in september 1957 werd Das tu ich alles aus Liebe (3e plaats) gepubliceerd. De hitserie werd voortgezet met Bambina (1958, 2e plaats).
Bibi Johns verzorgde hij met 31 nummers, waaronder Bella Bimba (oktober 1953), Bimbo (mei 1954), Das mach ich mit Musik (juni 1956) en Heinerle (juni 1956). Ook schreef hij nummers voor de door bandleader Kurt Edelhagen ontdekte Caterina Valente als soliste en 11 nummers voor duetten met Bruce Low en Silvio Francesco, waaronder ook de op de Cole Porter-song I love Paris gebaseerde solo Ganz Paris träumt von der Liebe (november 1953), dat meer dan 800.000 maal werd verkocht. Feltz produceerde met de zeldzame, buitengewoon gelukkige mixture een serie klassieke hits als Fiesta Cubana (mei 1955, 6e plaats), Wo meine Sonne scheint (juli 1957), Casanova (september 1957). Hij schreef Es ist so schön bei Dir (mei 1955, 2e plaats). Valente zong met Peter Alexander in duet Eventuell (juli 1955), haar eerste nummer 1-hit in november 1955. In februari 1956 verscheen Komm ein bisschen mit nach Italien (11e plaats). Polydor liet de Valente-opnamen met Feltz overwegend produceren in de Keulse Messesaal. Op 10 september werd de eerste aflevering uitgezonden van de Duitse tv-uitzending Bonjour Kathrin, waarvoor Feltz als co-auteur het 218 bladzijden tellende draaiboek schreef in slechts drie dagen. De film baseert op de lustspel-operette Die glücklichste Frau der Welt (Das Bett der Pompadour), waarvoor Feltz in 1944 het libretto had geschreven met operette-collega Max Wallner. Verdere topnoteringen voor Valente waren Steig in das Traumbot der Liebe (april 1956, 1e plaats) met haar broer Silvio Francesco en Wo meine Sonne scheint (november 1957, 1e plaats).
Hij produceerde vanaf 1958 Bill Ramseys hits en schreef voor hem de teksten voor 25 nummers, waaronder als eerste song So ein Stroll in Tirol (juni 1958), waarna hij de jazzzanger na Go Man Go (mei 1959) met een omzet van slechts 35.000 exemplaren omvormde tot een stemmingszanger. In november 1958 ontstond de eerste hit Wumba-Tumba Schokoladeneisverkäufer (april 1959, 4e plaats). Ook produceerde hij voor Ramsey de titel Souvenirs (juni 1959, 1e plaats), die goed was voor 500.000 verkochte exemplaren. In december 1960 produceerde hij de nummer 1-hit Pigalle.
Feltz was niet alleen de schrijver van de Duitse versie van Kriminal Tango, maar spoorde ook Hazy Osterwald aan om met zijn sextet het nummer op te nemen voor de Duitse markt. Deze versie scoorde na publicatie in oktober 1959 een 1e plaats in de Zwitserse, Oostenrijkse en Duitse hitparaden. De single werd in Duitsland 900.000 maal verkocht.
Voor Rote Rosen, rote Lippen, roter Wein kreeg Feltz met René Carol de nagenoeg eerste Gouden Plaat in Duitsland, de hoogste onderscheiding van iedere platenfirma, die werd vergeven voor een omzet van 500.000 exemplaren, omdat niemand geloofde in de verkoop van een miljoen exemplaren, totdat Freddy Quinn met Heimweh (1956) als eerste erin slaagde, deze horde te nemen en een nieuwe maatstaf stelde.

## De jaren 1960
De successenreeks van Feltz vervolgde zich aan het begin van de jaren 1960. Aan de 194 Duitse liedjes van de Polydor-catalogus 1960/1961 waren de huisdichters Kurt Feltz en Fini Busch (Seemann (deine Heimat ist das Meer)) met 88 nummers betrokken, de collega's Werner Scharfenberger (Schwarze Rose, Rosemarie), Charly Niessen (Der Mann im Mond) en Erwin Halletz (Sauerkraut Polka) met 83 composities.
In 1960 had Feltz in totaal 15 nummers geschreven en geproduceerd, echter bevond zich daaronder geen doorslaggevend succes. In 1961 kwamen 19 nummers met teksten en/of producties van Feltz op de markt, waaronder de tot evergreen verheven titel Paradiso van Connie Francis en Zuckerpuppe (juli 1961) van Bill Ramsey. Peter Kraus zong Schwarze Rose, Rosemarie (november 1961). Het jaar 1962 noteerde 22 producties en/of composities, waaronder zich Sweety (augustus 1962) van Peter Kraus en Adios Amigo (oktober 1962) van Sacha Distel bevonden. Alleen vier nummers werden voor de Keulse hordeloper en olympisch kampioen Martin Lauer geschreven, waarvan Die letzte Rose der Prairie (november 1962) als beste scoorde met een 5e plaats.
Toen Mina de song Heißer Sand (februari 1962) opnam, volgde een jaar later een Italiaanse versie met de titel Si lo so, die als liefdeslied is te classificeren. Mina zong het nummer voor de eerste keer openbaar in maart 1962 in de tv-show Herzlichst, Ihr Peter Kraus. Van de in april 1962 gepubliceerde, exotisch-oriëntaals klinkende compositie verkochten zich in Duitsland 700.000 exemplaren en wereldwijd werden 1.3 miljoen exemplaren verkocht. In Duitsland belandde de titel voor 8 weken op de 1e plaats.
In 1963 kwamen 32 nummers op het conto van Feltz, waaronder Barcarole in der Nacht (juni 1963) van Connie Francis, Verliebt, verlobt, verheiratet (mei 1963) van Conny Froboess en Peter Alexander, Vom Stadtpark die Laternen (september 1963) van Gitte en Rex Gildo, Wenn ich ein Cowboy wär (mei 1963) van Martin Lauer en Zwei blaue Vergissmeinnicht (mei 1963) van Rex Gildo. In 1964 verschenen 15 nummers, waaronder Sein bestes Pferd (september 1964) en Taxi nach Texas (maart 1964) van Martin Lauer en Der Platz neben mir (februari 1964) van Sacha Distel. In 1965 was Feltz betrokken bij 16 nummers, waaronder Fräulein Wunderbar (september 1965), Aba Heidschi Bum Beidschi (december 1965) en Schenk mir ein Bild von dir (april 1965), allen van Peter Alexander. In 1966 werden 18 nummers uitgebracht, waaronder Moderne Romanzen (december 1966) van Peter Alexander. In 1967 waren dit 24 nummers, waaronder Spanisch war die Nacht (maart 1967), Verbotene Träume (augustus 1967) en Der letzte Walzer (december 1967), weer van Peter Alexander en Der Zug nach Sunny Hill / Die schönste Straße van Peter Rubin. In 1968 presenteerde Feltz 24 nummers, waaronder Delilah (april 1968) en Komm und bedien dich (september 1968), beide van Peter Alexander, Azurro (februari 1969) van Peter Rubin. Peter Alexander wederom zong Liebesleid (maart 1969) en bracht dit nummer ook aan de top.

## De jaren 1970
In 1970 kwamen 34 nummers van Feltz op de markt, waaronder Hier ist ein Mensch (november 1970) van Peter Alexander, die in totaal met 14 nummers werd bedacht. Heino zong Heute geht die Sehnsucht auf Reisen. In 1971 verschenen 31 nummers, waarin Alexander wederom een groot aandeel had. In 1972 verschenen 26 songs, waaronder het succesvolle Immer wieder Sonntags (februari 1972) van Cindy & Bert. Voor Freddy Breck schreef hij de tekst voor Bianca (januari 1973). Ook Howard Carpendale en Peter Rubin kregen elk vijf nummers. In 1973 was Feltz artistiek betrokken bij 53 nummers, waaronder 12 producties voor Cindy & Bert. Freddy Breck scoorde een 2e plaats met Rote Rosen (juli 1973). In 1974 waren het 22 nummers, in 1975 38 nummers, waaronder alleen al 17 geschreven songs voor Cindy & Bert. In 1976 was Feltz betrokken bij 34 nummers.
Samen met zijn vriend Heinz Gietz zorgde hij voor de comeback in de hitlijsten van Caterina Valente, die na een 10-jarige afwezigheid de titel Cheerio naar de 33e plaats tilde in de hitparade. Vanaf 1977 werden slechts 11 nummers gepubliceerd, waaronder Die Sterne stehn gut (februari 1977, 7e plaats) van Freddy Breck. In 1978 waren dit 10 nummers, waaronder Manuel (oktober 1978, 7e plaats) van Caterina Valente. In 1979 verschenen 15 nummers, waaronder 9 producties voor Ireen Sheer. Das Lied der schönen Helena (oktober 1979, 5e plaats) was een daarvan. Ook de kinderband Manuel & Pony lukte het met het lied Das Lied von Manuel (augustus 1979, 5e plaats). In 1980 kwamen enkel nog twee producties op de markt. In dat jaar vierde Feltz zijn 30-jarig jubileum als muziekproducent.

## Film en televisie
Ook in de film- en tv-branche was Feltz actief. Hij schreef filmdraaiboeken (Stern von Rio, maart 1940) en amusementsprogramma's voor de televisie, waarbij hij ook zelf regisseerde. Het betrof meestal filmkomedies met schlagerzangers in de hoofdrol, als Peter Alexander in Das haut hin (juli 1957), Caterina Valente in Das einfache Mädchen (augustus 1957), … und Abends in die Scala (februari 1958) (met de compositie Musik liegt in der Luft), Hier bin ich hier bleib ich in de bioscoop. Peter schießt den Vogel ab verscheen in mei 1959 met Peter Alexander. Mein ganzes Leben ist Musik (december 1959), Die Abenteuer des Grafen Bobby (april 1961) met Peter Alexander en Vivi Bach, Musik ist Trumpf (september 1961) met Hazy Osterwald en So toll wie Anno dazumal (augustus 1962) met Peter Kraus volgden. Voor het tv-amusementsprogramma Musik ist Trumpf, dat vanaf februari 1975 werd gepresenteerd door Peter Frankenfeld, gebruikte Feltz de door hem en Gietz geschreven gelijknamige herkenningsmelodie, die afkomstig was uit de gelijknamige muziekfilm met Hazy Osterwald.

## Privéleven en overlijden
Feltz, die ondertussen miljonair was, verkocht zijn eigendom, evenals zijn park en orchideeënkwekerij aan zijn vriend Gietz en verhuisde zelf naar Morcote in de naaste omgeving van Peter Alexander en Caterina Valente. Tijdens zijn vakantie op Mallorca overleed hij tijdens het zwemmen aan een hartinfarct op 2 augustus 1982 op 72-jarige leeftijd. Net op deze dag stelde Andy Borg de laatste door Feltz geschreven nummer 1-hit Adios amor voor in de ZDF-Hitparade. De titel scoorde op 28 augustus 1982 een 1e plaats, bleef daar 5 weken en verkocht in totaal 2,5 miljoen exemplaren. Op zijn grafsteen op het kerkhof van Morcote staat de tekst: Es geht alles vorüber, es geht alles vorbei. Auf jeden Dezember folgt wieder ein Mai. Zijn weduwe Cornelia erfde de Musikproduktion Feltz & Co. In totaal creëerde Feltz ongeveer 3500 liederteksten, waarvan velen tot evergreens werden verheven. Het ZDF zond op 30 oktober de show Und die Musik spielt dazu – muzikale herinneringen aan Kurt Feltz uit.

## Discografie

### Nummer 1 teksten
- 1955: Eventuell - Caterina Valente
- 1957: Wo meine Sonne scheint - Caterina Valente
- 1956: Steig in das Traumboot der Liebe - Club Indonesia
- 1956: O Billy Boy - Club Argentina
- 1955: Der Mond hält seine Wacht - Peter Alexander
- 1956: Smoky - Die Sieben Raben
- 1957: Ich weiß, was dir fehlt - Peter Alexander
- 1957: Cindy, oh Cindy - Margot Eskens
- 1959: Souvenirs - Bill Ramsey
- 1961: Pigalle - Bill Ramsey
- 1962: Heißer Sand - Mina
- 1962: Paradiso - Connie Francis
- 1962: Sweety - Peter Kraus
- 1963: Barcarole in der Nacht - Connie Francis
- 1963: Vom Stadtpark die Laternen - Gitte und Rex Gildo
- 1967: Verbotene Träume - Peter Alexander
- 1968: Der letzte Walzer - Peter Alexander
- 1968: Delilah - Peter Alexander
- 1969: Liebesleid - Peter Alexander
- 1982: Adios amor - Andy Borg

### Top 10 teksten
- 1955: Es ist so schön bei dir - Caterina Valente
- 1957: Tipitipitipso - Caterina Valente
- 1957: Dich werd' ich nie vergessen - Caterina Valente
- 1957: Das tu' ich alles aus Liebe - Peter Alexander
- 1957: Ich wär' so gern bei dir - Club Italia
- 1958: Spiel noch einmal für mich Habanero - Caterina Valente
- 1958: Bambina - Peter Alexander
- 1959: Mandolinen und Mondschein - Peter Alexander
- 1959: Kriminal-Tango - Hazy-Osterwald-Sextett
- 1959: Wumba-Tumba Schokoladeneisverkäufer - Bill Ramsey
- 1960: Kein Land kann schöner sein - René Carol
- 1963: Zwei blaue Vergissmeinnicht - Rex Gildo
- 1965: Schenk' mir ein Bild von dir - Peter Alexander
- 1970: Hier ist ein Mensch - Peter Alexander
- 1972: Bianca - Freddy Breck
- 1973: Immer wieder sonntags - Cindy & Bert
- 1973: Rote Rosen - Freddy Breck